# Musée international de la Croix-Rouge et du Croissant-Rouge
Le Musée international de la Croix-Rouge et du Croissant-Rouge est un musée situé à Genève (Suisse). 
Il pose une question centrale : en quoi l’action humanitaire nous concerne-t-elle toutes et tous, ici et maintenant ? Pour y réfléchir avec ses visiteurs et visiteuses, le Musée invite artistes et partenaires culturels à s’interroger sur les enjeux, les valeurs et l’actualité de l’action humanitaire. Il s’affirme ainsi, de manière ouverte, agile et chaleureuse, comme un lieu de mémoire, de création et de débats. C’est par la production de contenus artistiques inédits et le développement de partenariats ambitieux, en Suisse et dans le monde, que le Musée participe au rayonnement du Mouvement international de la Croix-Rouge et du Croissant-Rouge ainsi que de Genève.
Le Musée international de la Croix-Rouge et du Croissant-Rouge a pour mission de favoriser la compréhension de l’histoire, de l’actualité et des enjeux de l’aide humanitaire par un large public, en Suisse et dans le monde, en encourageant la création artistique contemporaine et en développant des contenus innovants avec des partenaires publics et privés, d’horizons et de cultures très différents. Il constitue et valorise ainsi un patrimoine unique, tout en stimulant un écosystème social, culturel et économique large dans lequel il joue un rôle central.

L'exposition permanente du Musée est intitulée « L’Aventure humanitaire ». Elle présente trois grands défis actuels à travers trois espaces distincts créés chacun par un architecte différent : Défendre la dignité humaine (Gringo Cardia], Brésil, Reconstruire le lien familial (Diébédo Francis Kéré, Burkina Faso), Limiter les risques naturels (Shigeru Ban, Japon).
Laissant une place prépondérante à la connaissance et à la réflexion, la muséographie introduit également l’émotion dans son dispositif. Dans chacun des trois espaces thématiques le visiteur et la visiteuses sont convié.e.s à une expérience de sensibilisation avant de découvrir le contenu informatif du lieu. 
Douze témoins tracent le fil rouge de l’exposition. Ils et elles accueillent d’abord les visiteurs et visiteuses au sein d’un dispositif scénographique, puis les accompagnent tout au long de leur parcours. Ces témoins sont là pour rappeler que la relation humaine est au cœur de toute entreprise humanitaire.

En parallèle de son exposition permanente, le Musée présente trois expositions temporaires par année.
À l'écoute des mutations qui font à la fois l’actualité du Mouvement international de la Croix-Rouge et du Croissant-Rouge, de la scène culturelle et de la vie de tous les jours et attentif à la diversité des voix qu'il accueille, le Musée se positionne comme une plateforme de réflexion et de débat. Depuis 2021, il met d'ailleurs à l'honneur un thème annuel. En 2021, il a inauguré sa première année thématique intitulée "Genre & Diversité". 

## Illustrations

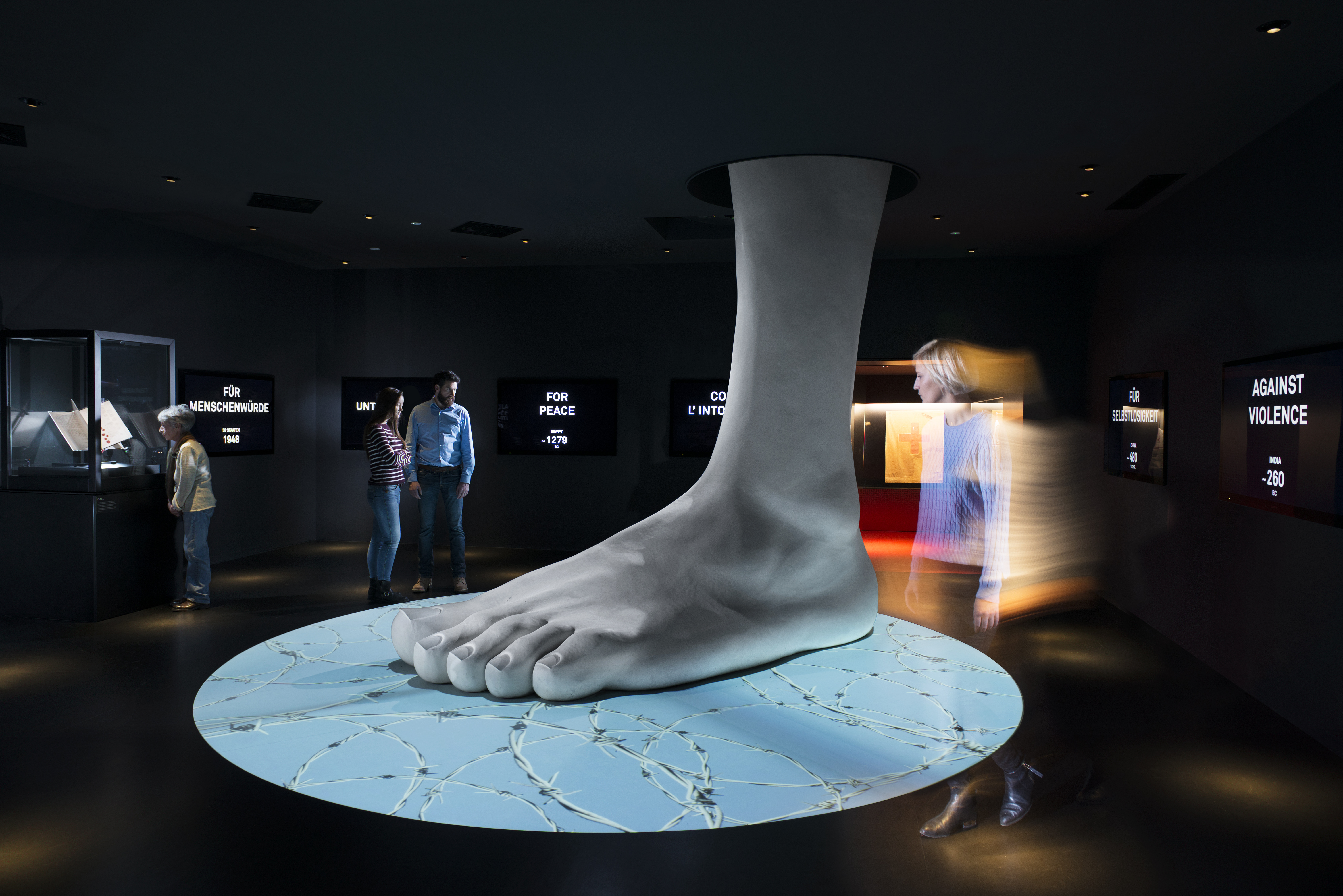
La Dignité piétinée, section "Défendre la dignité humaine"
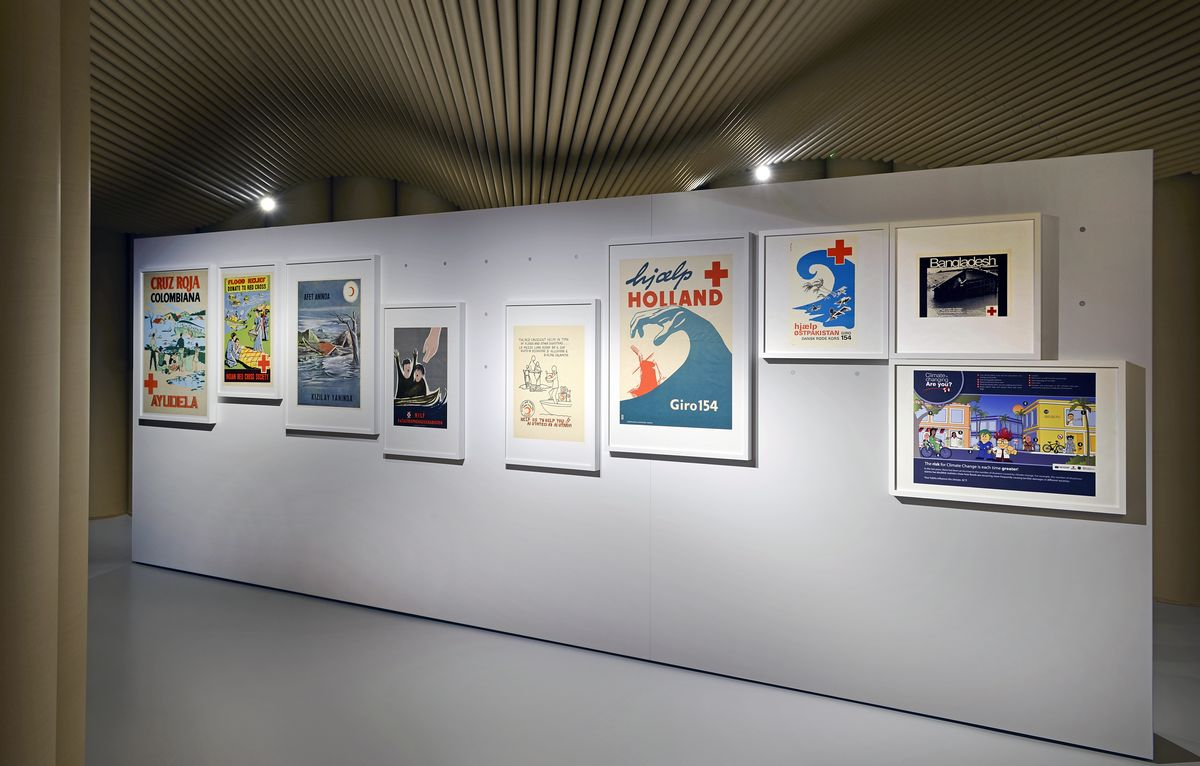
Communiquer pour prévenir, section "Limiter les risques naturels"
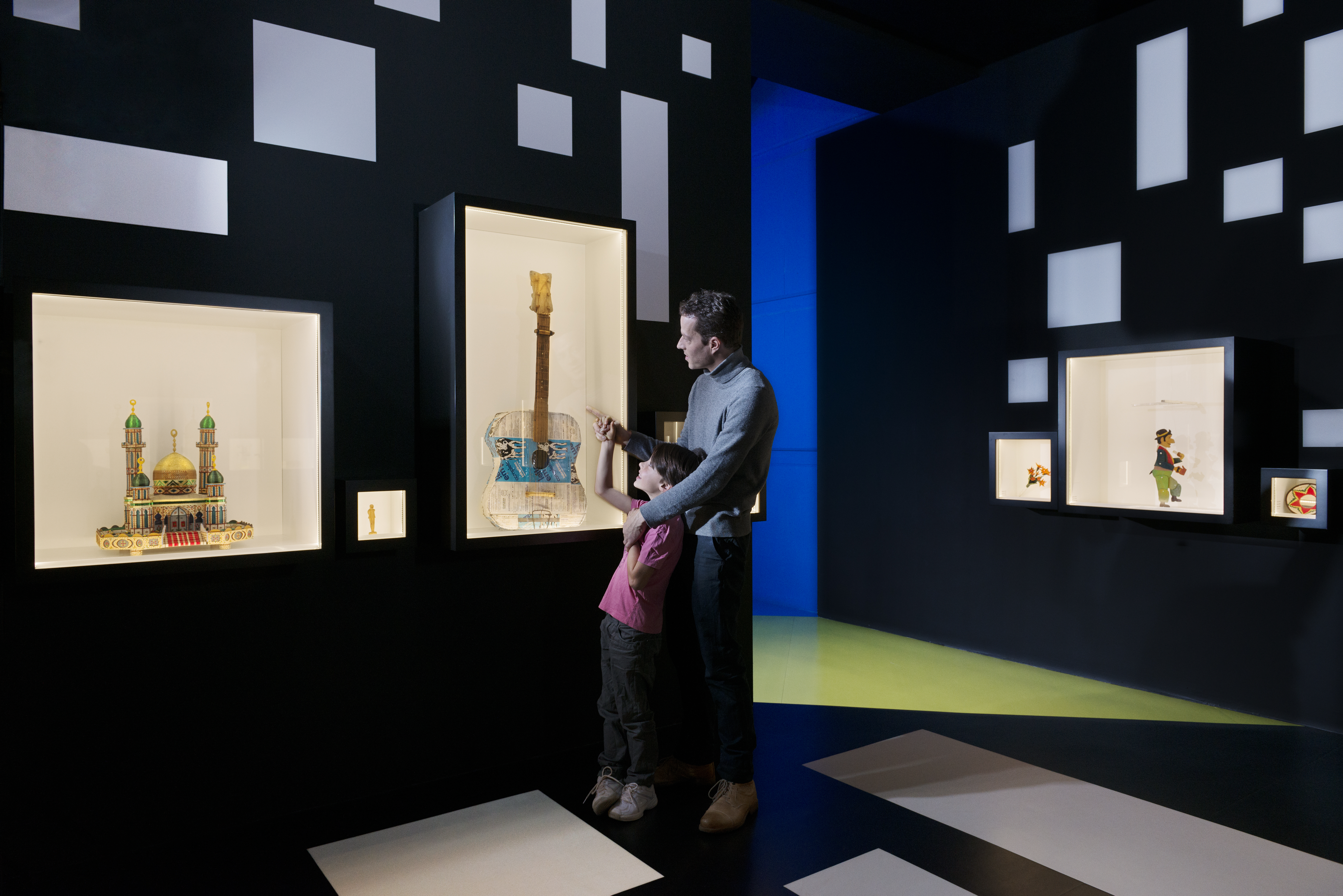
Objets de prisonnier, section "Défendre la dignité humaine"
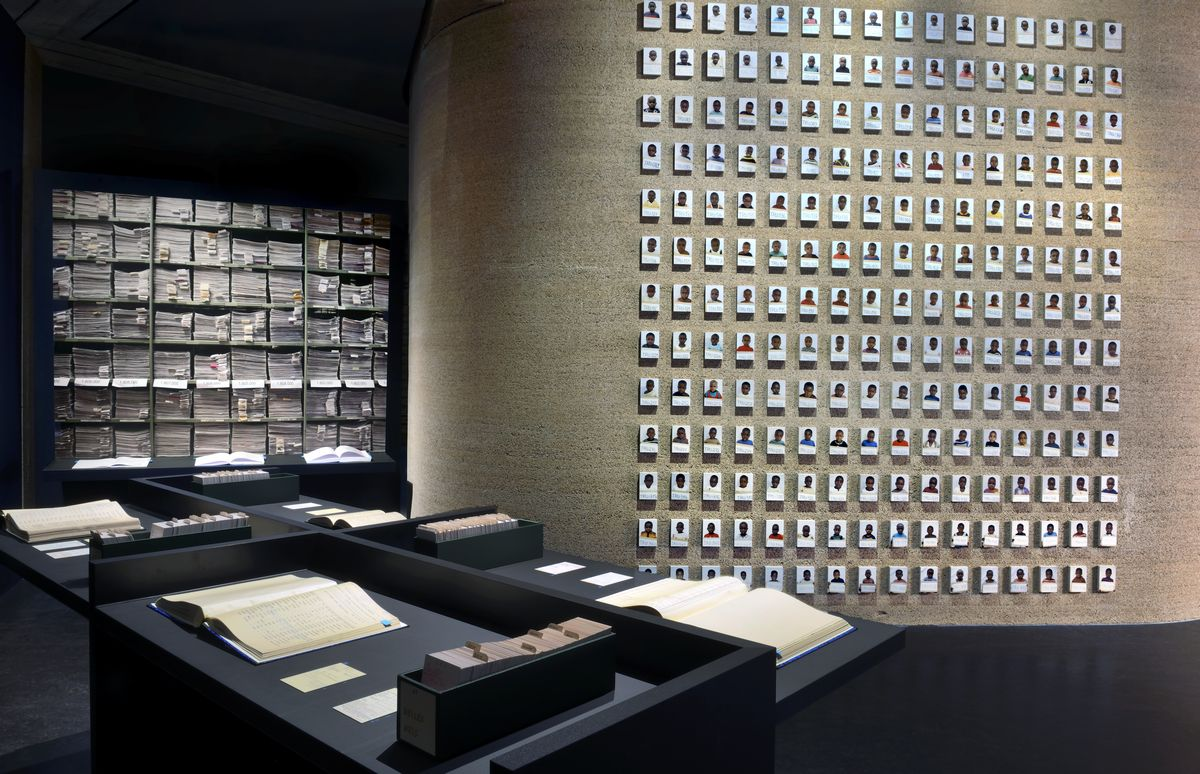
Retrouver les disparus, section "Reconstruire le lien familial"
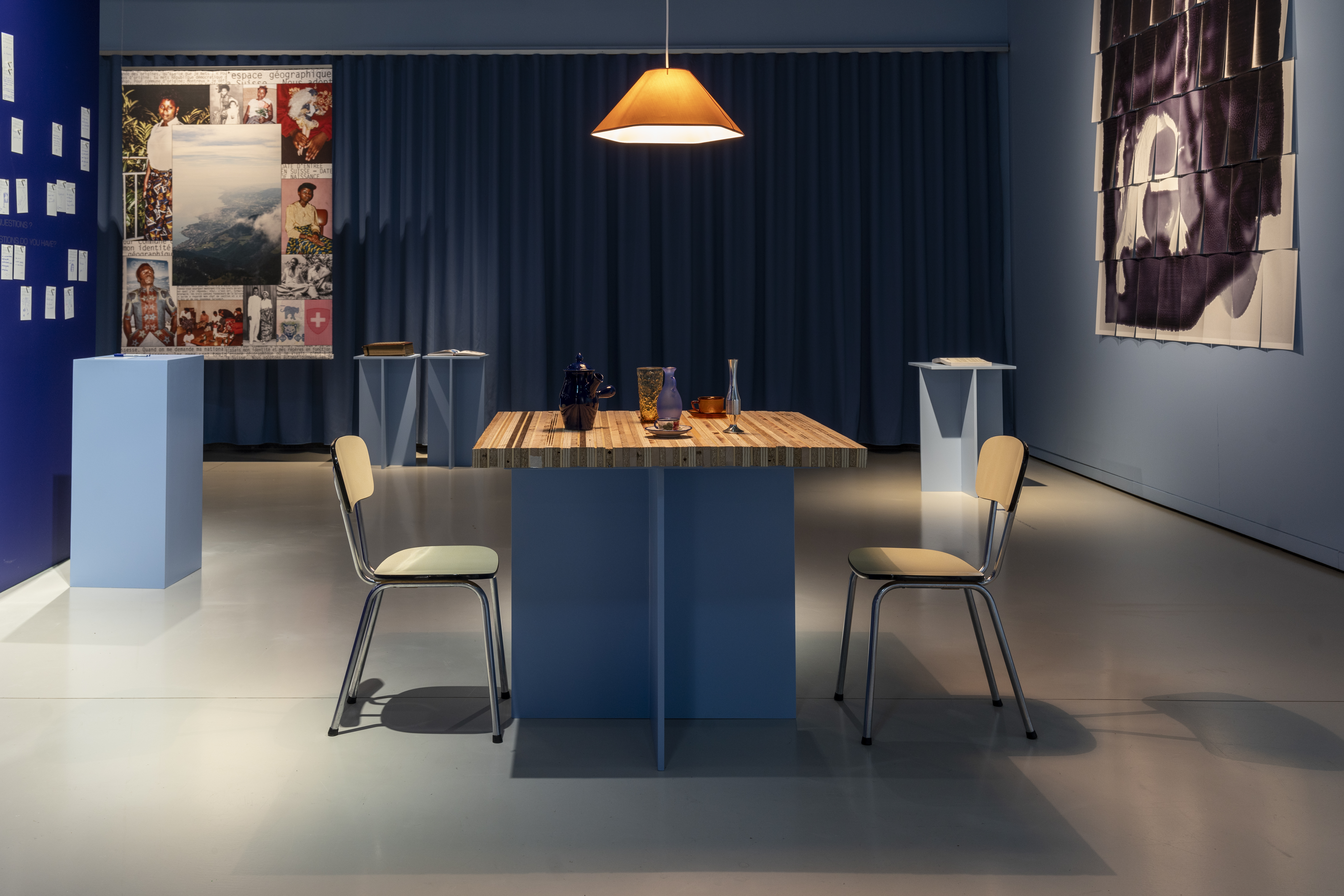
Exposition temporaire, 2021 - "Concerné.e.s - 30 artistes face aux questions humanitaires"
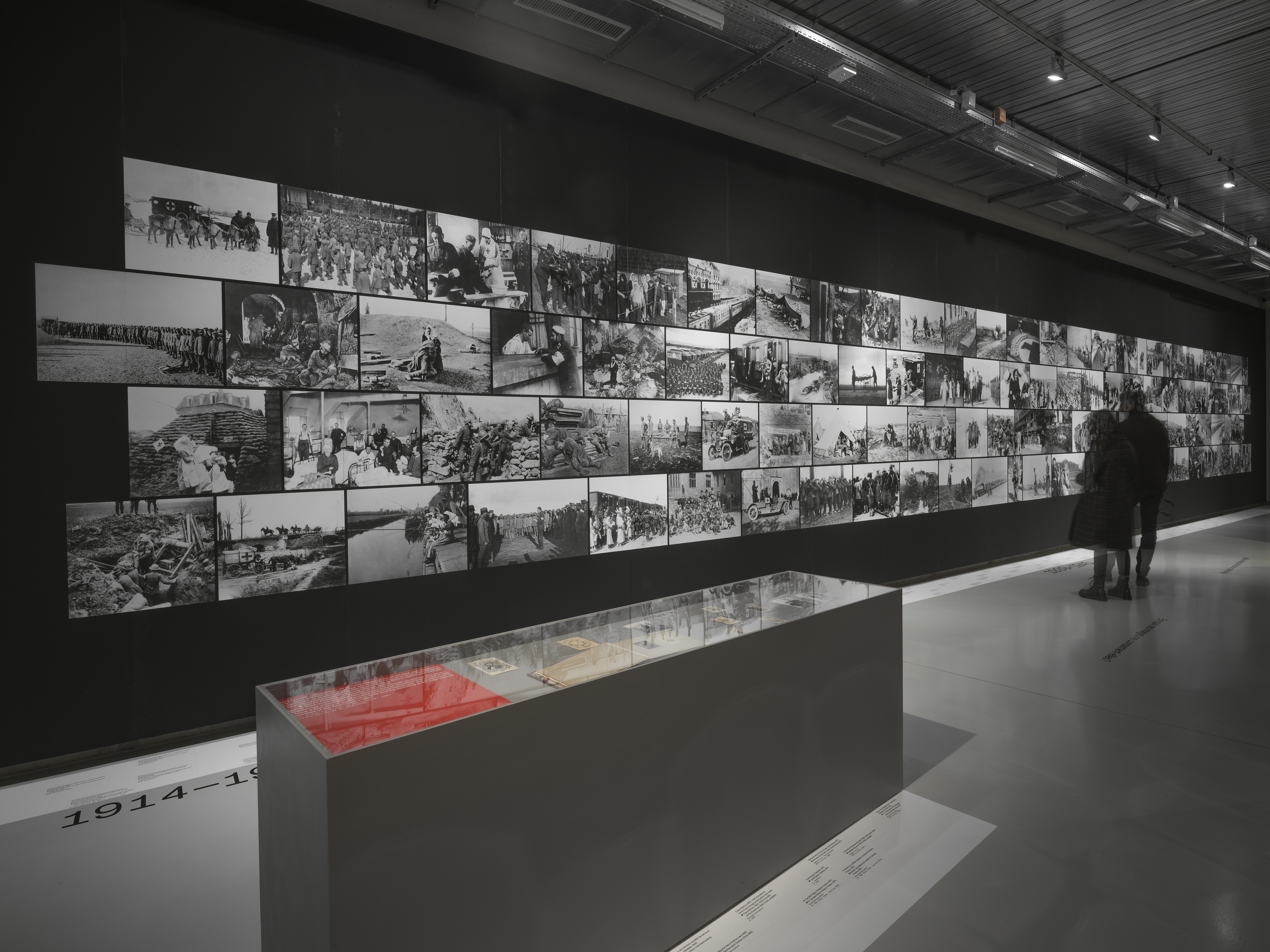
Exposition temporaire, 2021-2022 - "Un monde à guérir : 160 ANS DE PHOTOGRAPHIES À TRAVERS LES COLLECTIONS DE LA CROIX-ROUGE"
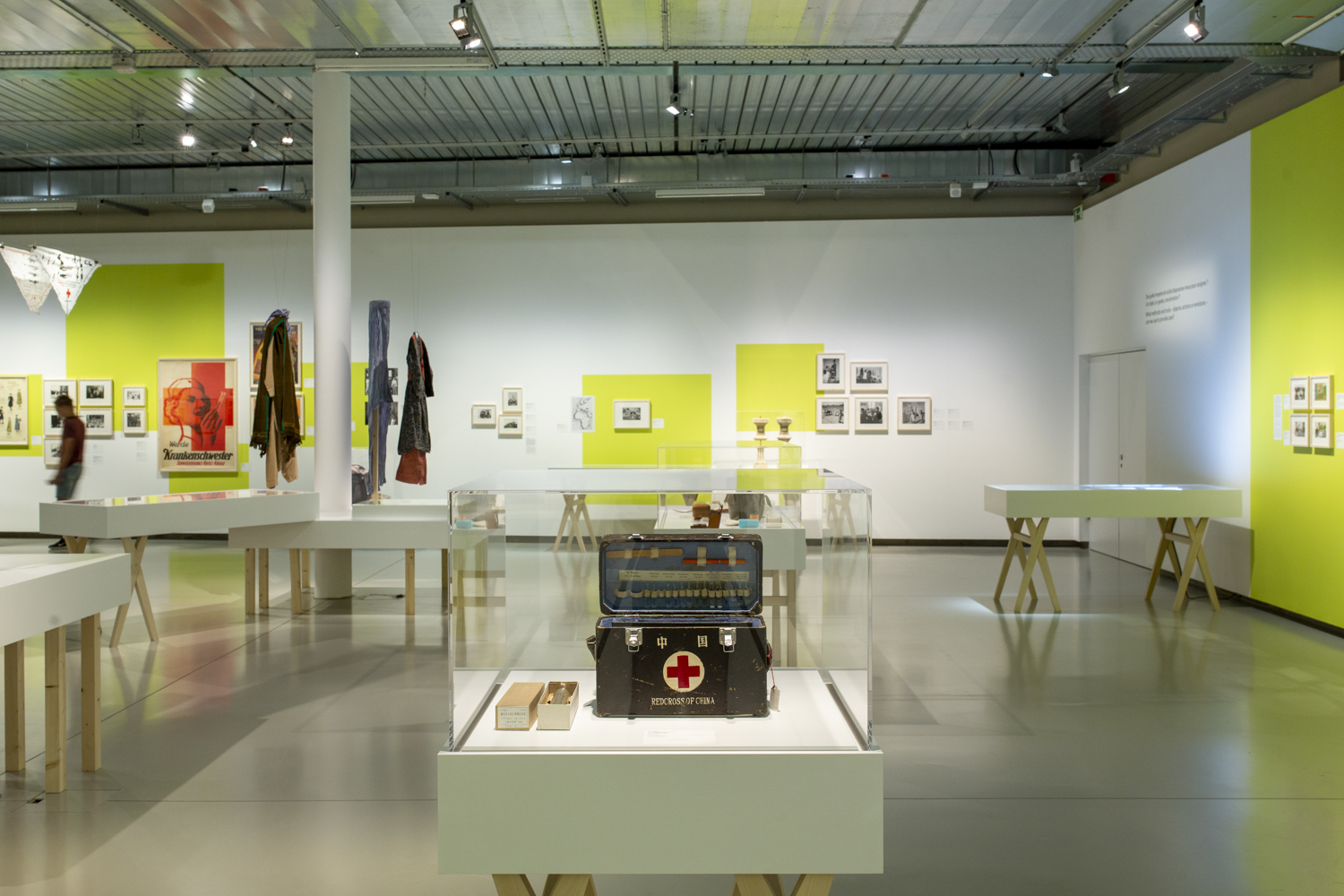
Exposition temporaire 2022 - "Who cares? Genre et action humanitaire"
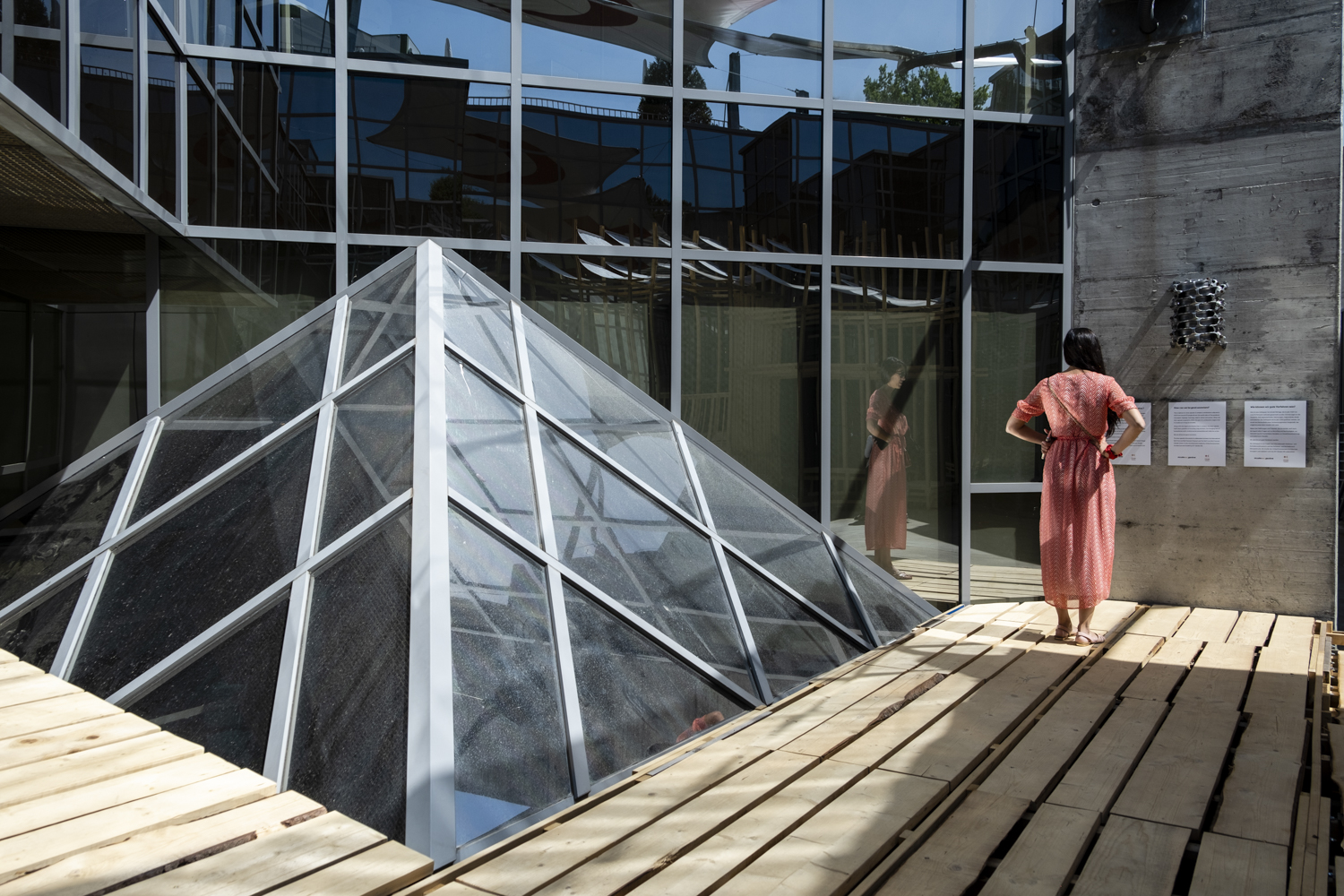
Capsule temporelle et "les Jardins du Musée"